# Hainanês

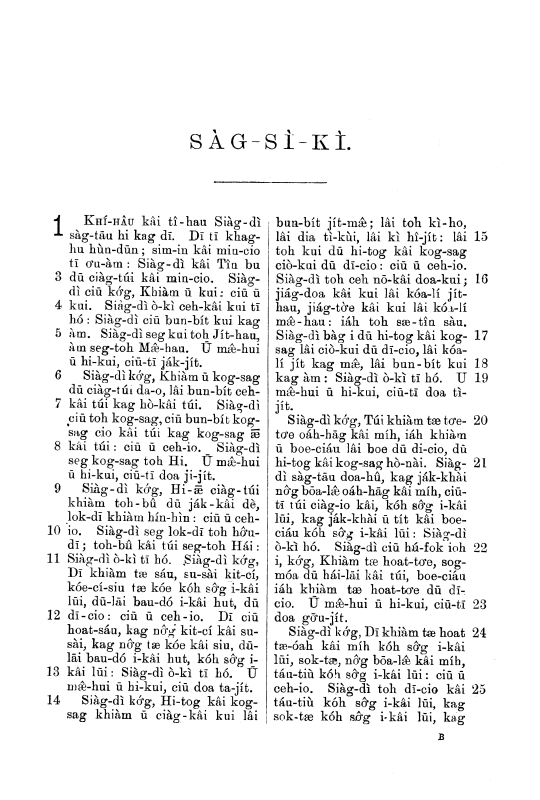
Bíblia em Hainan ((Gênesis), publicada pela Sociedade bíblica da Grã-Bretanha.

Hainanês (Hainan Romanizado: Hái-nâm-oe, Chinês Simplificado:海南话; Chinês Tradicional:海南話; Pinyin: Hǎinán huà), também conhecido como Qióng Wén (Chinês Simplificado: 琼文; Chinês Tradicional:  瓊文) ou Qióng Yǔ (瓊語/琼语), é um grupo de diversos dialetos das Línguas Min faladas na ilha e Províncias da República Popular da China de Hainan, situada ao sul. Na classificação de Yuan Jiahua, ela foi classificada como parte do grupo de Línguas Min do Sul, também conhecida como Min Nam (chinês simplificado: 闽南语; chinês tradicional: 閩南語; Pinyin: Mǐnnányǔ), embora elas não sejam mutualmente inteligíveis com variedades das Línguas Min do Sul como Teochew e Hokkien-Taiwanês. Na classificação de Li Rong, usado pelo Atlas de Línguas da China, elas foram classificadas como um grupo separado dentro das Línguas Min. Hainanês também é usado como língua dos Li vivendo em Hainan.[carece de fontes?]